# Liste der denkmalgeschützten Objekte in Werfen
Die Liste der denkmalgeschützten Objekte in Werfen enthält die 31 denkmalgeschützten, unbeweglichen Objekte der österreichischen Marktgemeinde Werfen im Bezirk St. Johann im Pongau (Salzburg).

## Denkmäler
| Foto  |                 | Denkmal                                                                                | Standort                                      | Beschreibung | Metadaten |
| ----- | --------------- | -------------------------------------------------------------------------------------- | --------------------------------------------- | --- | --- |
| ja    | Datei hochladen | Esse, Schlögl- bzw. Wimmerschmiede HERIS-ID: 28640 Objekt-ID: 25235                    | bei Imlau 26 Standort KG: Reitsam             | | BDA-Hist.: Q37921111 Status: § 2a Stand der BDA-Liste: 2025-06-30 Name: Esse, Schlögl – bzw. Wimmerschmiede GstNr.: .18                                                           |
| ja    | Datei hochladen | Bauernhof, Thiersattlgut (Dechantshof) HERIS-ID: 6190 Objekt-ID: 2065                  | Reitsam 7 Standort KG: Reitsam                | Wohnhaus (Feuerhaus) eines Tennengauer Paarhofes. | BDA-Hist.: Q37883722 Status: Bescheid Stand der BDA-Liste: 2025-06-30 Name: Bauernhof, Thiersattlgut (Dechantshof) GstNr.: .100, 372/1                                            |
| ja    | Datei hochladen | Ostpreußenhütte HERIS-ID: 250136seit 2024                                              | Reitsam 41 Standort KG: Reitsam               | → Hauptartikel : Ostpreußenhütte f1 | BDA-Hist.: Q2035842 Status: § 57-Mandatsbescheid Stand der BDA-Liste: 2025-06-30 Name: Ostpreußenhütte GstNr.: .289, 944/2 Ostpreußenhütte                                        |
| ja    | Datei hochladen | Almanlage, Blienteckalm HERIS-ID: 28892 Objekt-ID: 25499                               | Standort KG: Reitsam                          | | BDA-Hist.: Q37922201 Status: § 2a Stand der BDA-Liste: 2025-06-30 Name: Almanlage, Blienteckalm GstNr.: .262, 950 Blienteckalm                                                    |
| BW    | Datei hochladen | Ansitz Windbichlgut HERIS-ID: 28800 Objekt-ID: 25403seit 2014                          | Scharten 24 Standort KG: Scharten             | Das gänzlich gemauerte zweigeschoßige Gebäude wurde bereits Ende des 13. Jahrhunderts als erzbischöflicher Besitz urkundlich erwähnt und ab dem 17. Jahrhundert zur heutigen Form umgebaut. | BDA-Hist.: Q37921772 Status: Bescheid Stand der BDA-Liste: 2025-06-30 Name: Ansitz Windbichlgut GstNr.: .84                                                                       |
| ja    | Datei hochladen | Bauernhof (Anlage) Gerstpointgut HERIS-ID: 28795 Objekt-ID: 25398                      | Blühnbachstraße 40 Standort KG: Sulzau        | | BDA-Hist.: Q37921754 Status: § 2a Stand der BDA-Liste: 2025-06-30 Name: Bauernhof (Anlage) Gerstpointgut GstNr.: .102 Gerspointgut Blühenbach                                     |
| ja    | Datei hochladen | Bauernhof (Anlage) Maxlehen HERIS-ID: 28851 Objekt-ID: 25456                           | Blühnbachstraße 45 Standort KG: Sulzau        | Das Paarhofwohnhaus mit gemauertem Erdgeschoß und Obergeschoß in Blockbau ist mit 1757 bezeichnet. | BDA-Hist.: Q37921955 Status: § 2a Stand der BDA-Liste: 2025-06-30 Name: Bauernhof (Anlage) Maxlehen GstNr.: .125 Maxlehen-Hof in Sulzau                                           |
| ja    | Datei hochladen | Forstverwaltung HERIS-ID: 28859 Objekt-ID: 25464                                       | Blühnbachstraße 46 Standort KG: Sulzau        | | BDA-Hist.: Q37922014 Status: § 2a Stand der BDA-Liste: 2025-06-30 Name: Forstverwaltung GstNr.: .173 Forstverwaltung Sulzau                                                       |
| ja    | Datei hochladen | Werkstättengebäude HERIS-ID: 28863 Objekt-ID: 25469                                    | Blühnbachstraße 47 Standort KG: Sulzau        | | BDA-Hist.: Q37922031 Status: § 2a Stand der BDA-Liste: 2025-06-30 Name: Werkstättengebäude GstNr.: .232 Werkstättengebäude Sulzau                                                 |
| ja    | Datei hochladen | Wirtschaftsgebäude HERIS-ID: 28866 Objekt-ID: 25472                                    | Blühnbachstraße 47 Standort KG: Sulzau        | | BDA-Hist.: Q37922056 Status: § 2a Stand der BDA-Liste: 2025-06-30 Name: Wirtschaftsgebäude GstNr.: 558/3 Wirtschaftsgebäude Blühenbach 47                                         |
| ja    | Datei hochladen | Rupertihof-Kuhstall HERIS-ID: 28857 Objekt-ID: 25462                                   | Blühnbachstraße 48 Standort KG: Sulzau        | | BDA-Hist.: Q37922002 Status: § 2a Stand der BDA-Liste: 2025-06-30 Name: Rupertihof-Kuhstall GstNr.: .177 Rupertihof-Kuhstall                                                      |
| ja    | Datei hochladen | Rupertihof – Ökonomiegebäude HERIS-ID: 28788 Objekt-ID: 25391                          | Blühnbachstraße 49 Standort KG: Sulzau        | | BDA-Hist.: Q37921735 Status: § 2a Stand der BDA-Liste: 2025-06-30 Name: Rupertihof – Ökonomiegebäude GstNr.: .177 Rupertihof (Sulzau)                                             |
| ja    | Datei hochladen | Bauernhaus, Altes Jägerhaus HERIS-ID: 28868 Objekt-ID: 25474                           | Blühnbachstraße 50 Standort KG: Sulzau        | | BDA-Hist.: Q37922076 Status: § 2a Stand der BDA-Liste: 2025-06-30 Name: Bauernhaus, Altes Jägerhaus GstNr.: .175 Altes Jägerhaus in Sulzau                                        |
| ja    | Datei hochladen | Milchkeller (Nebengebäude Jägerhaus) HERIS-ID: 28867 Objekt-ID: 25473                  | bei Blühnbachstraße 50 Standort KG: Sulzau    | | BDA-Hist.: Q37922066 Status: § 2a Stand der BDA-Liste: 2025-06-30 Name: Milchkeller (Nebengebäude Jägerhaus) GstNr.: .127 Milchkeller in Sulzau                                   |
| ja    | Datei hochladen | Bauernhaus, Neues Jägerhaus HERIS-ID: 28852 Objekt-ID: 25457                           | Blühnbachstraße 51 Standort KG: Sulzau        | Der Blockbau mit Klingschrot ist mit 1705 bezeichnet. | BDA-Hist.: Q37921966 Status: § 2a Stand der BDA-Liste: 2025-06-30 Name: Bauernhaus, Neues Jägerhaus GstNr.: .127 Neues Jägerhaus Sulzau                                           |
| ja BW | Datei hochladen | Burg-/Schlosskapelle, Kapelle Hll. Familie und Rupert HERIS-ID: 28854 Objekt-ID: 25459 | Blühnbachstraße 52 Standort KG: Sulzau        | Die Schlosskapelle wurde schon 1582 genannt, sie wurde nach 1910 durch einen neugotischen Anbau zur Seitenkapelle umgewandelt und neu ausgestattet. | BDA-Hist.: Q37921982 Status: Bescheid Stand der BDA-Liste: 2025-06-30 Name: Burg-/Schlosskapelle, Kapelle Hll. Familie und Rupert GstNr.: .133                                    |
| ja    | Datei hochladen | Jagdschloss Blühnbach HERIS-ID: 28853 Objekt-ID: 25458                                 | Blühnbachstraße 53 Standort KG: Sulzau        | Das Schloss entstand zwischen 1603 und 1608 durch den Ausbau eines kleineren Jagdschlosses. Um 1910 wurde es von Erzherzog Franz Ferdinand erworben, der es ausbauen und neu ausstatten ließ. Schauseite ist die Südfront mit erhöhter Mittelachse, die von Seitenrisaliten flankiert wird. Sie weist ein gotisierenden Portal, eine auf Säulen ruhenden Terrasse und einer romantisierende Balustrade auf. Die Gliederung erfolgt durch Doppelfaschen und gekuppelte Fenster.                                                                                          | BDA-Hist.: Q2240332 Status: Bescheid Stand der BDA-Liste: 2025-06-30 Name: Jagdschloss Blühnbach GstNr.: .140 Jagdschloss Blühnbach                                               |
| ja    | Datei hochladen | Jägerhaus (Posthaus) HERIS-ID: 28855 Objekt-ID: 25460                                  | Blühnbachstraße 54 Standort KG: Sulzau        | In der Nähe des Schlosses befindet sich ein Jägerhaus aus der Zeit um 1780. Die beiden unteren Geschoße sind gemauert, das obere aus Holz. Der Bau weist ein abgewalmtes Satteldach auf, oberhalb des Eingangs ist das Wappen von Fürsterzbischof Colloredo zu sehen. | BDA-Hist.: Q64765000 Status: Bescheid Stand der BDA-Liste: 2025-06-30 Name: Jägerhaus (Posthaus) GstNr.: .138 Jagdschloss Blühnbach                                               |
| ja    | Datei hochladen | Kath. Filialkirche hl. Barbara HERIS-ID: 28798 Objekt-ID: 25401                        | Kohlplatzstraße 34 Standort KG: Sulzau        | → Hauptartikel : Filialkirche Tenneck f1 | BDA-Hist.: Q16831362 Status: § 2a Stand der BDA-Liste: 2025-06-30 Name: Kath. Filialkirche hl. Barbara GstNr.: 374/7 Filialkirche Tenneck                                         |
| ja    | Datei hochladen | Burg Hohenwerfen HERIS-ID: 28807 Objekt-ID: 25411                                      | Burgstraße 2 Standort KG: Werfen Markt        | Die ab dem 11. Jahrhundert errichtete Burg war ein strategisches Bollwerk zwischen dem Tennen- und Hagengebirge auf einem 155 Meter hohen markanten Felskegel im Salzachtal. | BDA-Hist.: Q877023 Status: § 2a Stand der BDA-Liste: 2025-06-30 Name: Burg Hohenwerfen GstNr.: 373/1, 373/2, 374, .142/1, .142/2, .142/3 Castle Hohenwerfen                       |
| ja    | Datei hochladen | Kruzifix, ehem. Pestkapelle HERIS-ID: 28850 Objekt-ID: 25455                           | Hauptstraße Standort KG: Werfen Markt         | Großer Breitpfeiler mit Kruzifix aus der 1. Hälfte des 17. Jahrhunderts. | BDA-Hist.: Q37921946 Status: § 2a Stand der BDA-Liste: 2025-06-30 Name: Kruzifix, ehem. Pestkapelle GstNr.: 447/1 Kruzifix Pestkapelle Werfen                                     |
| ja    | Datei hochladen | Kapuzinerkloster und Kapuzinerkirche Mariahilf HERIS-ID: 28802 Objekt-ID: 25405        | Klosterstraße 5 Standort KG: Werfen Markt     | Die Kirche und das ehemalige Kloster stehen westlich über dem Markt und sind von dort über eine gedeckte Holzstiege erreichbar. Die Kirche ist ein einfacher, nach Westen ausgerichteter Saalbau aus dem Jahr 1737. Die stilistisch sehr einheitliche Innenausstattung (Säulenhochaltar, Seitenaltäre, Ambo) stammt aus dem gleichen Jahr. Alle Altarbilder wurden von Jacob Zanusi geschaffen. Der einstige Klostertrakt schließt direkt südseitig an die Kirche an.                                                                                                   | BDA-Hist.: Q23541698 Status: Bescheid Stand der BDA-Liste: 2025-06-30 Name: Kapuzinerkloster und Kapuzinerkirche Mariahilf GstNr.: .94, .95, 340 Kapuzinerkloster u Kirche Werfen |
| ja    | Datei hochladen | Bezirksgericht, ehem. Pfleggericht HERIS-ID: 28809 Objekt-ID: 25413                    | Markt 21 Standort KG: Werfen Markt            | Das langgestreckte dreigeschoßige Gebäude mit vorspringendem Turm ist im Kern spätgotisch und wurde im Jahr 1840 umgebaut. Im Jahr 1804 wurde in diesem Haus der Dichter Ferdinand Sauter geboren. | BDA-Hist.: Q37921820 Status: § 2a Stand der BDA-Liste: 2025-06-30 Name: Bezirksgericht, ehem. Pfleggericht GstNr.: 113/3                                                          |
| ja    | Datei hochladen | Bürgerhaus, Gemeindehaus HERIS-ID: 28808 Objekt-ID: 25412                              | Markt 20 Standort KG: Werfen Markt            | Der dreigeschoßige Bau stammt im Kern aus dem 17. Jahrhundert und erhielt im Jahr 1851 seine heutige Fassade. | BDA-Hist.: Q37921809 Status: § 2a Stand der BDA-Liste: 2025-06-30 Name: Bürgerhaus, Gemeindehaus GstNr.: .79 Gemeindehaus Markt 20 in Werfen                                      |
| ja    | Datei hochladen | Gemeindeamt, Brennhof HERIS-ID: 28823 Objekt-ID: 25428                                 | Markt 24 Standort KG: Werfen Markt            | Der Renaissance-Hof mit Arkaden und Laubengängen im Innenhof wurde 1561–1565 von Fürsterzbischof Kuen-Belasy erbaut, diente als Sitz diverser Ämter und wurde im 19. Jahrhundert als Bräuhaus verwendet. Seit 1925 befindet er sich in Besitz der Marktgemeinde. | BDA-Hist.: Q15789809 Status: § 2a Stand der BDA-Liste: 2025-06-30 Name: Gemeindeamt; Brennhof GstNr.: .77, 339 Brennhof in Werfen                                                 |
| ja    | Datei hochladen | Kath. Pfarrkirche hl. Jakobus d. Ä. HERIS-ID: 28646 Objekt-ID: 25241                   | Markt 32a Standort KG: Werfen Markt           | Die Pfarrkirche steht in der Mitte des Marktes erhöht auf einer Hangstufe. Der einschiffige Saalbau wurde von 1652 bis 1657 an Stelle abgetragener oder zerstörter Vorgängerbauten errichtet. Der frei stehende Nordostturm ist im Kern spätmittelalterlich und wurde im Jahr 1776 erhöht. Die kassettierte Flachdecke im Inneren stammt aus dem Jahr 1662. Hauptaltar, mehrere Seitenaltäre, die Kanzel und Schnitzwerke entstanden im 17. Jahrhundert im Stil des Barock. Außen und innen weist die Kirche zahlreiche Grabsteine aus dem 17. und 18. Jahrhundert auf. | BDA-Hist.: Q23541928 Status: § 2a Stand der BDA-Liste: 2025-06-30 Name: Kath. Pfarrkirche hl. Jakobus d. Ä. GstNr.: .73 Pfarrkirche hl. Jakobus in Werfen                         |
| ja    | Datei hochladen | Pfarrhof HERIS-ID: 28841 Objekt-ID: 25446                                              | Markt 51 Standort KG: Werfen Markt            | Der zweigeschoßige Pfarrhof wurde 1866 erbaut. | BDA-Hist.: Q37921890 Status: § 2a Stand der BDA-Liste: 2025-06-30 Name: Pfarrhof GstNr.: .35 Pfarrhof Werfen                                                                      |
| ja    | Datei hochladen | Seniorenheim Werfen HERIS-ID: 28845 Objekt-ID: 25450                                   | Markt 54 Standort KG: Werfen Markt            | Das Seniorenheim ist in einem ehemaligen Wirtshaus untergebracht. Das stattliche Gebäude mit spätgotischer Bausubstanz stammt aus dem 16. Jahrhundert. | BDA-Hist.: Q37921916 Status: § 2a Stand der BDA-Liste: 2025-06-30 Name: Seniorenheim Werfen GstNr.: .56 Seniorenheim Werfen                                                       |
| BW    | Datei hochladen | Wispelhof HERIS-ID: 205219seit 2022                                                    | Wispelhofsiedlung 1 Standort KG: Werfen Markt | | BDA-Hist.: Q112939622 Status: Bescheid Stand der BDA-Liste: 2025-06-30 Name: Wispelhof GstNr.: 48/2                                                                               |
| ja    | Datei hochladen | Lichtsäule HERIS-ID: 28849 Objekt-ID: 25454                                            | Standort KG: Werfen Markt                     | Die gotische Lichtsäule steht nahe dem nördlichen Ortsausgang. | BDA-Hist.: Q37921936 Status: § 2a Stand der BDA-Liste: 2025-06-30 Name: Lichtsäule GstNr.: 17                                                                                     |
| ja    | Datei hochladen | Gasthaus Stegenwald HERIS-ID: 28893 Objekt-ID: 25501                                   | Paß-Lueg-Straße 7 Standort KG: Wimm           | Der Mauerbau mit breitem Schopfwalmdach steht etliche Kilometer nördlich von Werfen nahe der Salzach. Das Wappen der Struber im Giebelfeld trägt das Datum 1515. | BDA-Hist.: Q37922221 Status: § 57-Mandatsbescheid Stand der BDA-Liste: 2025-06-30 Name: Gasthaus Stegenwald GstNr.: .4 Gasthof Stegenwald                                         |